# Treizain (poésie)
Pour l’article homonyme, voir Treizain.
Un treizain est un poème ou une strophe de treize vers.

## Usage et structure
En versification, le treizain désigne un poème ou une strophe isométrique ou hétérométrique de treize vers.
À l'instar des autres strophes de plus de douze vers, le treizain est rarement employé. Son nombre de vers permet en tout cas de nombreuses formules en strophe composée.
Par exemple, de Mellin de Saint-Gelais, sur quatre rimes, le treizain suivant est constitué d'un septain formé d'un sizain à rythme tripartite avec redoublement final de la rime b et d'un sizain à rythme tripartite (aabaabb-ccdccd) : 
Par l'ample mer, loin des ports et arènes

S'en vont nageant les lascives sirènes

En déployant leurs chevelures blondes,

Et de leurs voix plaisantes et sereines,

Les plus hauts mâts et plus basses carènes

Font arrêter aux plus mobiles ondes,

Et souvent perdre en tempêtes profondes ;

Ainsi la vie, à nous si délectable,

Comme sirène affectée et muable,

En ses douceurs nous enveloppe et plonge,

Tant que la Mort rompe aviron et câble,

Et puis de nous ne rest qu'une fable,

Un moins que vent, ombre, fumée et songe.
— Mellin de Saint-Gelais